# Casa Palau-Fàbregas
La casa Palau-Fàbregas és una casa de pisos d'Amposta inclòs a l'Inventari del Patrimoni Arquitectònic de Catalunya.

## Descripció
És un bloc d'habitatges de planta rectangular irregular, de planta baixa i dos pisos i coberta plana. L'element destacable és la façana principal. Els dos pisos superiors presenten els mateixos elements, amb petites diferències, com les mènsules dels balcons del segon pis, o l'emmarcament superior del balcó central del primer pis, ordenats simètricament, flanquejats a les cantonades per uns pseudo-relleus en forma de pilastra, i és de destacar el magnífic esgrafiat al llarg de tota la superfície d'aquests dos pisos, amb motius barrejats de caràcter vegetal i garlandes. Tot coronat per una petita cornisa amb modillons i amb una barana que intercala parts d'obra, on encara queden restes dels primitius esgrafiats i baranes de ferro de formes corbes.
Aquesta casa és paral·lela cronològicament a la casa Fàbregas, ambdues construïdes per membres de la mateixa família.

## Història
Sembla que l'edificació fou realitzada en diferents etapes: primer existia la planta baixa, on hi havia a una botiga i l'estatge dels propietaris. Posteriorment es van construir els dos pisos superiors i l'escala.